# Friederike Moltmann
 (juillet 2018).
Friederike Moltmann est une linguiste et philosophe allemande.
Elle est considérée comme une pionnière de la recherche dans l'interface entre philosophie et linguistique, surtout entre la sémantique du langage naturel et la métaphysique. Elle est actuellement[Quand ?] directrice de recherche au CNRS. Ses publications comprennent Parts and Wholes in Semantics (1997, Oxford University) et Abstracts Objects and the Semantics of Natural Language (2013, Oxford University Press).

## Biographie
Friederike Moltmann étudie à partir de 1982 principalement la linguistique, mais aussi les mathématiques et la philosophie à Berlin (Freie Universität, Technische Universität), puis à Munich. Elle obtient son master en 1987 et son PhD en linguistique en 1992 au Massachusetts Institute of Technology sous la direction de Noam Chomsky. En 1996, elle obtient son habilitation, en linguistique et philosophie du langage, à l'université de Stuttgart,.
Moltmann devient directrice de recherches au CNRS en 2006 et reçoit en 2007 une Chaire d’Excellence pour le projet Structure Ontologique et Structure Sémantique. Ensuite elle obtient le projet Nominalisations : Perspectives Linguistiques et Philosophiques (avec l'Université de Hambourg) de l'Agence Nationale de la Recherche, sous l'égide de l'Institut d’Études Cognitives de l'École normale supérieure à Paris. En 2014 elle obtient le projet La Distinction entre Actions et Produits et son Importance pour la Théorie des Actes Linguistique et l'Ontologie Sociale (avec John Searle, Université de Berkeley) dans le cadre du Fonds France-Berkeley. Elle est chercheuse invitée depuis 2013 à l'Institut de philosophie de New York et professeure invitée en 2016 à Padoue.

## Recherches
L'œuvre fondatrice de Moltmann porte sur l'interface entre la linguistique et, surtout, l'ontologie, mais aussi la philosophie des mathématiques, de l'esprit ou du langage. Elle a été en premier lieu influencée par Aristote, Noam Chomsky et Kit Fine.
Ses principales recherches concernent les fondements et les applications de l'ontologie du langage naturel, une branche de la métaphysique descriptive qui a pour objet l'ontologie implicite du langage naturel. Cela inclut la sémantique des noms massifs et du pluriel, des relations entre tout et partie, des nombres, ainsi que les événements et leur structure, et la référence aux objets abstraits ou aux tropes (propriétés particularisées) dans le langage naturel. Il faut y ajouter la sémantique des attitudes propositionnelles et des énoncés modaux, basée sur des objets attitudinaux ou modaux (des entités telles que affirmations, jugements, besoins, permissions et obligations).
Ses recherches impliquent souvent l'histoire de la philosophie, reprenant d'anciennes conceptions philosophiques adaptées à la description de certains aspects de l'ontologie du langage naturel. Ainsi, dans Parts and Wholes in Semantics elle emploie la notion aristotélicienne de forme et les conditions de totalité (gestalt) pour la sémantique des noms massifs et comptables, ainsi que des expressions relatives aux parties. Dans Abstract Objects and the Semantics of Natural Language, elle remet au goût du jour la notion aristotélicienne et médiévale de trope (accident/mode). Plus récemment[évasif], elle reprend la distinction entre actions et produits de Twardowski. Dans d'autres travaux, elle met en application des notions provenant de la philosophie contemporaine pour la sémantique du langage naturel, telle la référence plurielle ou la vérifaction. Enfin, son œuvre aborde des notions philosophiques importantes à partir du point de vue du langage naturel : la vérité, l'existence, la modalité déontique, les objets inexistants, le désaccord sans faute et la citation.
Friederike Moltmann a fondé le colloque annuel Semantics and Philosophy in Europe et, avec d'autres, l'International Center for Ontology (ICFO) à Varsovie.

## Publications

### Livres
- Abstract Objects and the Semantics of Natural Language, Oxford University Press, Oxford, 2013  (ISBN 9780199608744)
- Parts and Wholes in Semantics, Oxford University Press, New York, 272 p, 1997 ; édition brochée 2003  (ISBN 9780195154931)
- Individuation und Lokalitaet. Studien zur Ereignis- und Nominalphrasensemantik, Fink Verlag, Munich, 1992  (ISBN 9783770527311)

### Livres (en tant que coordinateur)
- Avec Massimiliano Carrara et Alexandra Arapinis, Plurality and Unity. Logic, Philosophy, and Semantics, Oxford University Press, Oxford, 2016  (ISBN 9780199373574)
- Avec Mark Textor, Act-Based Conceptions of Propositional Content. Contemporary and Historical Perspectives, Oxford University Press, New York, 2017  (ISBN 9780199373574)

### Article d'encyclopédie
- Natural Language Ontology, Oxford Research Encyclopedia of Linguistics, Oxford University Press, New York, 2017. (Version Internet)